# Chris Wakelin
Chris Wakelin (ur. 16 marca 1992 w Rugby) – angielski profesjonalny snookerzysta, ćwiczący w Bar 8 w Rugby. Na zawodowstwo przeszedł w 2013. Swój pierwszy rankingowy tytuł zdobył podczas turnieju Snooker Shoot Out w 2023.

## Kariera

### Wczesna kariera
Wakelin zaczął grać w snookera w wieku 8 lat, kiedy jego rodzice Mark i Angie kupili mu pierwszy mini stół do snookera, a mając 11 lat, odnosił już sukcesy w lokalnej lidze. Jednak jego kariera niemal dobiegła końca w wieku 17 lat, kiedy musiał rozpocząć pracę na pełen etat jako kierowca w ASDA, aby utrzymać się finansowo, a w snookera grał tylko hobbystycznie. W 2012 roku Wakelin postanowił spróbować gry jeszcze raz, ale wkrótce musiał stawić czoła większym trudnościom, ponieważ problemy rodzinne doprowadziły do poważnej depresji: „Mogłem się złożyć, ale nie potrafiłem wbijać. Myślałem, że już nigdy nie zagram. Ale na szczęście z pomocą przyjaciół udało mi się to odwrócić”, Od tego czasu Wakelin dotarł do półfinału amatorskich mistrzostw Anglii w snookerze w 2013, a następnie do finału mistrzostw Anglii do lat 21 (gdzie później pokonał Hammada Miaha).
Te wyniki zachęciły go do wzięcia udziału w Q School 2013. Po dotarciu do ostatniej rundy pierwszego turnieju, ponownie dotarł do rundy finałowej w Turnieju 3. Tam zmierzył się z byłym zawodowcem Adamem Wicheardem, który prowadził 2–0, ale Wakelin odpowiedział, wyprowadzając wynik na 3–2. Następnie w szóstej rundzie, gdy Wakelin prowadził już 23–0, Wicheard przypadkowo złamał kij, opierając się na nim, i musiał poddać mecz. Dzięki temu Wakelin zdobył kartę wstępu na sezony 2013/14 i 2014/15.

### Sezon 2013/2014
Wakelin miał trudny debiutancki sezon jako zawodowiec, gdyż przegrał swój pierwszy mecz we wszystkich turniejach rankingowych poza UK Championship, w którym pokonał rozstawionego Ryana Daya 6–5, a następnie przegrał takim samym wynikiem z Jamie Burnettem w kolejnej rundzie. Lepsze wyniki osiągnął w turniejach European Tour niższej rangi, docierając do 1/32 finału Rotterdam Open, a następnie do ćwierćfinału Kay Suzanne Memorial Cup, gdzie przegrał 4–2 z Juddem Trumpem. Sezon Wakelina zakończył się porażką 10–9 z Paulem Davisonem w pierwszej rundzie kwalifikacji do Mistrzostw świata, a po pierwszym roku w tourze zajął 106. miejsce w światowym rankingu.

### Sezon 2014/2015
Drugi sezon Wakelina w tourze był ogromną poprawą w porównaniu z pierwszym. Pokonał Toma Forda 5–2, kwalifikując się do Wuxi Classic 2014, a w swoim pierwszym występie w imprezie rankingowej poza Wielką Brytanią pokonał Joe O’Connora 5–2, zanim przegrał 5–2 z Shaunem Murphym. Podczas turnieju Ruhr Open, zaliczanego do niższej rangi, Wakelin pokonał Matthew Stevensa 4–1, a następnie odrobił straty po 3–0 i potrzebował dwóch snookerów w decydującej partii, by pokonać Thepchaiya Un-Nooh 4–3. Zwycięstwo 4–2 nad Fergalem O’Brienem pozwoliło mu dotrzeć do ćwierćfinału, w którym przegrał 4–1 z Juddem Trumpem. Podczas turnieju Indian Open Wakelin pokonał Rhysa Clarka 4–2, Andrew Pagetta 4–1 i Nigela Bonda 4–1, po raz pierwszy grając w ćwierćfinale turnieju rankingowego. Miał przewagę 2–1 nad Michaelem White’em, ale przegrał 4–2.
Występy Wakelina w turniejach European Tour w tym sezonie zaowocowały zajęciem przez niego wysokiego 22. miejsca w Order of Merit, co pozwoliło mu uzyskać nową dwuletnią kartę gry. Dało mu to także awans do Wielkiego Finału Players Tour Championship, w którym pokonał Roberta Milkinsa 4–0, zanim Matthew Selt wyeliminował go 4–2 w drugiej rundzie.

### Sezon 2015/2016
Wakelin pokonał Alexa Taubmana 5–1, Craiga Steadmana 5–0 i Liama Highfielda 5–2, docierając do ostatniej rundy kwalifikacyjnej Australian Goldfields Open, ale przegrał 5–3 z Jamiem Jonesem. Zwycięstwo 6–4 nad Peterem Linesem pozwoliło mu zakwalifikować się do International Championship, gdzie przegrał 6–4 z Barrym Hawkinsem, prowadząc 3–1. Wakelin pokonał Matthew Stevensa 6–5 na ostatniej czarnej w pierwszej rundzie Mistrzostw Wielkiej Brytanii i przeprosił przeciwnika za huczne świętowanie na koniec, co uznał za jedno ze swoich najlepszych zwycięstw. W drugiej rundzie uległ Michaelowi Holtowi 6–2. Zakwalifikował się do turnieju China Open, eliminując Kurta Maflina 5–3 i ulegając Matthew Seltowi 5–4 w pierwszej rundzie.  Po pokonaniu 10–9 25. zawodnika świata i byłego partnera treningowego Bena Woollastona, Wakelin wydawał się bliski awansu do ostatniej rundy kwalifikacyjnej do Mistrzostw Świata po tym jak prowadził z Anthonym Hamiltonem 4–0 i 9–6, ale ostatecznie przegrał 10–9.

### Sezon 2016/2017
Zwycięstwa nad Allanem Taylorem i Anthonym McGillem pozwoliły Wakelinowi na spotkanie w trzeciej rundzie English Open z Ronniem O’Sullivanem. Wakelin odrobił stratę 2–0 i zwyciężył 4–3 w swoim występie, w którym zaliczył break stupunktowy i dwa inne breaki powyżej 50 punktów. Następnie pokonał Xiao Guodonga 4–3, przegrywając 3–1, i dotarł do ćwierćfinału, w którym przegrał 5–0 ze Stuartem Binghamem. Wakelin uległ Peterowi Linesowi 6–4 w drugiej rundzie turnieju UK Championship oraz Anthony’emu Hamiltonowi 4–0 w trzeciej rundzie turnieju Scottish Open. Wakelin po raz pierwszy zakończył sezon w pierwszej 64. rankingu, zajmując 63. miejsce.

## Życie prywatne
Wakelin pracował na pełen etat jako kierowca dostawczy w ASDA, zanim dołączył do zawodowego touru snookera. Od 2021 roku Wakelin brał udział w programie Strictly Christmas, lokalnym odłamie programu Strictly Come Dancing, którego celem była zbiórka pieniędzy na rzecz hospicjum dla dzieci Zoe’s Place w Coventry. Swoje zwycięstwo w Shoot Out w 2023 przypisał bieganiu i tańcowi towarzyskiemu, mówiąc: „Samo bycie częścią tego zmieniło moje życie. Odwiedziliśmy hospicjum, aby zobaczyć dzieci, personel i rodziny, aby zrozumieć, na co zbieramy pieniądze. Choć było to bolesne i trudne do zobaczenia, zainspirowało mnie to do pomocy tak bardzo, jak tylko mogę”.

## Wyniki
| Ranking                      |                    |                    | 106                |                    | 83            | 63            | 48            | 48            | 57            | 60            | 43            | 29            | 24            | 16            |               |               |               |               |               |               |               |               |               |               |               |               |               |               |               |               |
| Turnieje rankingowe          |                    |                    |                    |                    |               |               |               |               |               |               |               |               |               |               |               |               |               |               |               |               |               |               |               |               |               |               |               |               |               |               |
| Championship League          | nierankingowy      | nierankingowy      | nierankingowy      | nierankingowy      | nierankingowy | nierankingowy | nierankingowy | nierankingowy | RR            | RR            | 2R            | 3R            | 2R            | 2R            |               |               |               |               |               |               |               |               |               |               |               |               |               |               |               |               |
| Saudi Arabia Snooker Masters | nie rozegrano      | nie rozegrano      | nie rozegrano      | nie rozegrano      | nie rozegrano | nie rozegrano | nie rozegrano | nie rozegrano | nie rozegrano | nie rozegrano | nie rozegrano | nie rozegrano | 4R            | SF            |               |               |               |               |               |               |               |               |               |               |               |               |               |               |               |               |
| Wuhan Open                   | nie rozegrano      | nie rozegrano      | nie rozegrano      | nie rozegrano      | nie rozegrano | nie rozegrano | nie rozegrano | nie rozegrano | nie rozegrano | nie rozegrano | nie rozegrano | 1R            | QF            | LQ            |               |               |               |               |               |               |               |               |               |               |               |               |               |               |               |               |
| English Open                 | nie rozegrano      | nie rozegrano      | nie rozegrano      | nie rozegrano      | QF            | 1R            | 2R            | 2R            | 1R            | 2R            | LQ            | 2R            | SF            |               |               |               |               |               |               |               |               |               |               |               |               |               |               |               |               |               |
| British Open                 | nie rozegrano      | nie rozegrano      | nie rozegrano      | nie rozegrano      | nie rozegrano | nie rozegrano | nie rozegrano | nie rozegrano | nie rozegrano | 1R            | LQ            | 1R            | 3R            |               |               |               |               |               |               |               |               |               |               |               |               |               |               |               |               |               |
| Xi'an Grand Prix             | nie rozegrano      | nie rozegrano      | nie rozegrano      | nie rozegrano      | nie rozegrano | nie rozegrano | nie rozegrano | nie rozegrano | nie rozegrano | nie rozegrano | nie rozegrano | nie rozegrano | 2R            |               |               |               |               |               |               |               |               |               |               |               |               |               |               |               |               |               |
| Northern Ireland Open        | nie rozegrano      | nie rozegrano      | nie rozegrano      | nie rozegrano      | 2R            | 4R            | 2R            | 1R            | 1R            | 1R            | LQ            | F             | 2R            |               |               |               |               |               |               |               |               |               |               |               |               |               |               |               |               |               |
| International Championship   | A                  | LQ                 | LQ                 | 1R                 | 1R            | LQ            | 1R            | 1R            | nie rozegrano | nie rozegrano | nie rozegrano | 1R            | F             |               |               |               |               |               |               |               |               |               |               |               |               |               |               |               |               |               |
| UK Championship              | A                  | 2R                 | 1R                 | 2R                 | 2R            | 2R            | 2R            | 2R            | 2R            | 2R            | LQ            | LQ            | 2R            |               |               |               |               |               |               |               |               |               |               |               |               |               |               |               |               |               |
| Shoot Out                    | nierankingowy      | nierankingowy      | nierankingowy      | nierankingowy      | 2R            | 1R            | 1R            | 2R            | 2R            | 4R            | W             | 2R            | 1R            |               |               |               |               |               |               |               |               |               |               |               |               |               |               |               |               |               |
| Scottish Open                | MR                 | nie rozegrano      | nie rozegrano      | nie rozegrano      | 3R            | 2R            | 1R            | 4R            | 2R            | 1R            | LQ            | QF            | QF            |               |               |               |               |               |               |               |               |               |               |               |               |               |               |               |               |               |
| German Masters               | A                  | LQ                 | LQ                 | LQ                 | LQ            | LQ            | LQ            | LQ            | LQ            | LQ            | QF            | 1R            | 1R            |               |               |               |               |               |               |               |               |               |               |               |               |               |               |               |               |               |
| World Grand Prix             | nie rozegrano      | nie rozegrano      | NR                 | DNQ                | DNQ           | DNQ           | DNQ           | DNQ           | DNQ           | DNQ           | DNQ           | 1R            | 1R            |               |               |               |               |               |               |               |               |               |               |               |               |               |               |               |               |               |
| Players Championship         | DNQ                | DNQ                | 2R                 | DNQ                | DNQ           | DNQ           | DNQ           | DNQ           | DNQ           | DNQ           | 1R            | 1R            | 1R            |               |               |               |               |               |               |               |               |               |               |               |               |               |               |               |               |               |
| Welsh Open                   | A                  | 1R                 | 2R                 | 1R                 | 2R            | 2R            | 1R            | 1R            | 1R            | 1R            | 1R            | 1R            | 2R            |               |               |               |               |               |               |               |               |               |               |               |               |               |               |               |               |               |
| World Open                   | A                  | LQ                 | nie rozegrano      | nie rozegrano      | LQ            | 2R            | 1R            | LQ            | nie rozegrano | nie rozegrano | nie rozegrano | 3R            | A             |               |               |               |               |               |               |               |               |               |               |               |               |               |               |               |               |               |
| Tour Championship            | nie rozegrano      | nie rozegrano      | nie rozegrano      | nie rozegrano      | nie rozegrano | nie rozegrano | DNQ           | DNQ           | DNQ           | DNQ           | DNQ           | DNQ           | DNQ           |               |               |               |               |               |               |               |               |               |               |               |               |               |               |               |               |               |
| World Championship           | A                  | LQ                 | LQ                 | LQ                 | LQ            | 1R            | LQ            | LQ            | 1R            | 1R            | LQ            | LQ            | QF            |               |               |               |               |               |               |               |               |               |               |               |               |               |               |               |               |               |
| Turnieje nierankingowe       |                    |                    |                    |                    |               |               |               |               |               |               |               |               |               |               |               |               |               |               |               |               |               |               |               |               |               |               |               |               |               |               |
| Champion of Champions        | NH                 | A                  | A                  | A                  | A             | A             | A             | A             | A             | A             | A             | 1R            | A             |               |               |               |               |               |               |               |               |               |               |               |               |               |               |               |               |               |
| The Masters                  | A                  | A                  | A                  | A                  | A             | A             | A             | A             | A             | A             | A             | A             | 1R            |               |               |               |               |               |               |               |               |               |               |               |               |               |               |               |               |               |
| Championship League          | A                  | A                  | A                  | A                  | A             | A             | A             | RR            | A             | A             | A             | 2R            | WD            |               |               |               |               |               |               |               |               |               |               |               |               |               |               |               |               |               |
| Byłe turnieje rankingowe     |                    |                    |                    |                    |               |               |               |               |               |               |               |               |               |               |               |               |               |               |               |               |               |               |               |               |               |               |               |               |               |               |
| Wuxi Classic                 | A                  | LQ                 | 2R                 | nie rozegrano      | nie rozegrano | nie rozegrano | nie rozegrano | nie rozegrano | nie rozegrano | nie rozegrano | nie rozegrano | nie rozegrano | nie rozegrano | nie rozegrano | nie rozegrano | nie rozegrano | nie rozegrano | nie rozegrano | nie rozegrano | nie rozegrano | nie rozegrano | nie rozegrano | nie rozegrano |               |               |               |               |               |               |               |
| Australian Goldfields Open   | A                  | LQ                 | LQ                 | LQ                 | nie rozegrano | nie rozegrano | nie rozegrano | nie rozegrano | nie rozegrano | nie rozegrano | nie rozegrano | nie rozegrano | nie rozegrano | nie rozegrano | nie rozegrano | nie rozegrano | nie rozegrano | nie rozegrano | nie rozegrano | nie rozegrano | nie rozegrano | nie rozegrano | nie rozegrano | nie rozegrano |               |               |               |               |               |               |
| Shanghai Masters             | A                  | LQ                 | LQ                 | LQ                 | LQ            | 1R            | nierankingowy | nierankingowy | nie rozegrano | nie rozegrano | nie rozegrano | nierankingowy | nierankingowy | nierankingowy |               |               |               |               |               |               |               |               |               |               |               |               |               |               |               |               |
| Paul Hunter Classic          | rankingowy (minor) | rankingowy (minor) | rankingowy (minor) | rankingowy (minor) | 2R            | 4R            | 4R            | NR            | nie rozegrano | nie rozegrano | nie rozegrano | nie rozegrano | nie rozegrano | nie rozegrano | nie rozegrano | nie rozegrano | nie rozegrano | nie rozegrano | nie rozegrano | nie rozegrano | nie rozegrano | nie rozegrano | nie rozegrano | nie rozegrano | nie rozegrano | nie rozegrano | nie rozegrano | nie rozegrano |               |               |
| Indian Open                  | NH                 | LQ                 | QF                 | NH                 | LQ            | LQ            | 3R            | nie rozegrano | nie rozegrano | nie rozegrano | nie rozegrano | nie rozegrano | nie rozegrano | nie rozegrano | nie rozegrano | nie rozegrano | nie rozegrano | nie rozegrano | nie rozegrano | nie rozegrano | nie rozegrano | nie rozegrano | nie rozegrano | nie rozegrano | nie rozegrano | nie rozegrano | nie rozegrano |               |               |               |
| China Open                   | A                  | LQ                 | LQ                 | 1R                 | LQ            | 2R            | 1R            | nie rozegrano | nie rozegrano | nie rozegrano | nie rozegrano | nie rozegrano | nie rozegrano | nie rozegrano | nie rozegrano | nie rozegrano | nie rozegrano | nie rozegrano | nie rozegrano | nie rozegrano | nie rozegrano | nie rozegrano | nie rozegrano | nie rozegrano | nie rozegrano | nie rozegrano | nie rozegrano |               |               |               |
| Riga Masters                 | nie rozegrano      | nie rozegrano      | Minor-Rank         | Minor-Rank         | 1R            | LQ            | QF            | LQ            | nie rozegrano | nie rozegrano | nie rozegrano | nie rozegrano | nie rozegrano | nie rozegrano | nie rozegrano | nie rozegrano | nie rozegrano | nie rozegrano | nie rozegrano | nie rozegrano | nie rozegrano | nie rozegrano | nie rozegrano | nie rozegrano | nie rozegrano | nie rozegrano | nie rozegrano | nie rozegrano |               |               |
| China Championship           | nie rozegrano      | nie rozegrano      | nie rozegrano      | nie rozegrano      | NR            | 1R            | 1R            | 3R            | nie rozegrano | nie rozegrano | nie rozegrano | nie rozegrano | nie rozegrano | nie rozegrano | nie rozegrano | nie rozegrano | nie rozegrano | nie rozegrano | nie rozegrano | nie rozegrano | nie rozegrano | nie rozegrano | nie rozegrano | nie rozegrano | nie rozegrano | nie rozegrano | nie rozegrano | nie rozegrano |               |               |
| WST Pro Series               | nie rozegrano      | nie rozegrano      | nie rozegrano      | nie rozegrano      | nie rozegrano | nie rozegrano | nie rozegrano | nie rozegrano | RR            | nie rozegrano | nie rozegrano | nie rozegrano | nie rozegrano | nie rozegrano | nie rozegrano | nie rozegrano | nie rozegrano | nie rozegrano | nie rozegrano | nie rozegrano | nie rozegrano | nie rozegrano | nie rozegrano | nie rozegrano | nie rozegrano | nie rozegrano | nie rozegrano | nie rozegrano | nie rozegrano |               |
| Turkish Masters              | nie rozegrano      | nie rozegrano      | nie rozegrano      | nie rozegrano      | nie rozegrano | nie rozegrano | nie rozegrano | nie rozegrano | nie rozegrano | 1R            | nie rozegrano | nie rozegrano | nie rozegrano | nie rozegrano | nie rozegrano | nie rozegrano | nie rozegrano | nie rozegrano | nie rozegrano | nie rozegrano | nie rozegrano | nie rozegrano | nie rozegrano | nie rozegrano | nie rozegrano | nie rozegrano | nie rozegrano | nie rozegrano | nie rozegrano | nie rozegrano |
| Gibraltar Open               | nie rozegrano      | nie rozegrano      | nie rozegrano      | MR                 | 2R            | 1R            | 3R            | 2R            | QF            | 3R            | nie rozegrano | nie rozegrano | nie rozegrano | nie rozegrano | nie rozegrano | nie rozegrano | nie rozegrano | nie rozegrano | nie rozegrano | nie rozegrano | nie rozegrano | nie rozegrano | nie rozegrano | nie rozegrano | nie rozegrano | nie rozegrano | nie rozegrano | nie rozegrano | nie rozegrano | nie rozegrano |
| WST Classic                  | nie rozegrano      | nie rozegrano      | nie rozegrano      | nie rozegrano      | nie rozegrano | nie rozegrano | nie rozegrano | nie rozegrano | nie rozegrano | nie rozegrano | 2R            | nie rozegrano | nie rozegrano | nie rozegrano |               |               |               |               |               |               |               |               |               |               |               |               |               |               |               |               |
| European Masters             | nie rozegrano      | nie rozegrano      | nie rozegrano      | nie rozegrano      | LQ            | 2R            | 1R            | LQ            | 2R            | LQ            | 2R            | 2R            | nie rozegrano | nie rozegrano |               |               |               |               |               |               |               |               |               |               |               |               |               |               |               |               |
| Byłe turnieje nierankingowe  |                    |                    |                    |                    |               |               |               |               |               |               |               |               |               |               |               |               |               |               |               |               |               |               |               |               |               |               |               |               |               |               |
| Shoot Out                    | A                  | A                  | 2R                 | A                  | rankingowy    | rankingowy    | rankingowy    | rankingowy    | rankingowy    | rankingowy    | rankingowy    | rankingowy    | rankingowy    | rankingowy    | rankingowy    | rankingowy    | rankingowy    | rankingowy    | rankingowy    | rankingowy    | rankingowy    | rankingowy    | rankingowy    | rankingowy    |               |               |               |               |               |               |
| Six-red World Championship   | A                  | A                  | A                  | A                  | A             | A             | A             | A             | nie rozegrano | nie rozegrano | 2R            | nie rozegrano | nie rozegrano | nie rozegrano |               |               |               |               |               |               |               |               |               |               |               |               |               |               |               |               |

| Legenda tabeli wyników              | Legenda tabeli wyników       | Legenda tabeli wyników                     | Legenda tabeli wyników                                                              | Legenda tabeli wyników                     | Legenda tabeli wyników                     |
| ----------------------------------- | ---------------------------- | ------------------------------------------ | ----------------------------------------------------------------------------------- | ------------------------------------------ | ------------------------------------------ |
| LQ                                  | odpadnięcie w kwalifikacjach | #R                                         | odpadnięcie we wczesnej fazie turnieju (WR = runda dzikich kart, RR = faza grupowa) | QF                                         | przegrana w ćwierćfinale                   |
| SF                                  | przegrana w półfinale        | F                                          | przegrana w finale                                                                  | W                                          | zwycięstwo                                 |
| DNQ                                 | nie zakwalifikował/a się     | A                                          | nie brał/a udziału                                                                  | WD                                         | zrezygnował/a w trakcie turnieju           |
| Legenda oznaczeń w tabelach wyników |                              |                                            |                                                                                     |                                            |                                            |
| NH / Nie roz.                       | NH / Nie roz.                | Turniej nie odbył się.                     | Turniej nie odbył się.                                                              | Turniej nie odbył się.                     | Turniej nie odbył się.                     |
| NR / Nie-rank.                      | NR / Nie-rank.               | Turniej nie był zaliczany jako rankingowy. | Turniej nie był zaliczany jako rankingowy.                                          | Turniej nie był zaliczany jako rankingowy. | Turniej nie był zaliczany jako rankingowy. |
| R / Rank.                           | R / Rank.                    | Turniej był zaliczany jako rankingowy.     | Turniej był zaliczany jako rankingowy.                                              | Turniej był zaliczany jako rankingowy.     | Turniej był zaliczany jako rankingowy.     |
| MR / Minor-Rank.                    | MR / Minor-Rank.             | Turniej był zaliczany jako minor ranking.  | Turniej był zaliczany jako minor ranking.                                           | Turniej był zaliczany jako minor ranking.  | Turniej był zaliczany jako minor ranking.  |

## Finały turniejów

### Finały rankingowe: 3 (1-2)
| Rezultat  | #  | Rok  | Turniej                    | Przeciwnik      | Wynik |
| --------- | -- | ---- | -------------------------- | --------------- | ----- |
| Zwycięzca | 1. | 2023 | Snooker Shoot Out          | Julien Leclercq | 1–0   |
| Finalista | 1. | 2023 | Northern Ireland Open      | Judd Trump      | 3–9   |
| Finalista | 2. | 2024 | International Championship | Ding Junhui     | 7–10  |